# بابک داوری
 بابک داوری  (زاده ۲۸ شهریور ۱۳۵۳ - شهرستان بیله سوار - دشت مغان) کمک داور ایرانی فوتبال است. وی در سال ۱۳۷۶ داوری را شروع کرده و در سال ۲۰۱۱ وارد لیست فیفا شده‌است.

## شهرآورد تهران
بابک داوری در ۲ دربی بزرگ تهران کمک داور بوده است
| سه بازی که کمک داور بوده است |              |                        |                                                                     |
| دربی                         | تاریخ        | نتیجه بازی             | گروه داوری                                                          |
| شماره ۷۶                     | ۶ بهمن ۱۳۹۱  | استقلال ۰ - پرسپولیس ۰ | محسن قهرمانی -- رضا سخندان -- بابک داوری -- تورج حق‌وردی             |
| شماره ۷۲                     | ۱۶ آبان ۱۳۹۰ | استقلال ۲ - پرسپولیس ۲ | سعید مظفری‌زاده -- محمدرضا ابوالفضلی -- بابک داوری -- سیدمهدی سیدعلی |

منبع  